# Valentin Henneman
Valentin Henneman (Oostkamp, 7 juli 1861 – Bangor, Me (VS), 23 mei 1930) was een Belgisch figuratief kunstschilder die uitweek naar de Verenigde Staten van Amerika.

## Levensloop

### Beginjaren
Valentin Henneman werd in Oostkamp (West-Vlaanderen) geboren in een gezin van 10 kinderen. Hij was leerling aan de Academie van Brugge in 1882-1883 en aan de Academie van Antwerpen in 1884-1886. Daarna studeerde hij nog aan het Hoger Instituut in dezelfde stad, onder leiding van Pieter-Jan van der Ouderaa. Na zijn studies schilderde hij heel wat portretten van notabelen in Brugge en omgeving. Daarnaast maakte hij ook schilderijen met landschappen. Hij vestigde zijn atelier achter de herberg die zijn ouders in Assebroek uitbaatten. In 1893 kocht de gemeente Oostkamp het schilderij 'Onderwezen door zijn kleinkind'.
In 1897 nam hij deel aan de jaarlijkse bedevaart van de Katholieke Arbeidersbeweging in Italië. 

#### Uitvindingen
In 1898 starten enkele broers van Valentin een grote laurierkwekerij 'Horticulture Henneman' in Brugge. Om de planten nat te maken voor transport vond hij een machine uit. Hij vond een excentrieke zuigpomp uit, waarvoor hij een vermelding kreeg op de Wereldtentoonstelling van Antwerpen. De uitvinding werd aangeprezen als: "Gepatenteerde zuig- en drukpomp, de duurzaamste, krachtigste roterende pomp die gekend is". In 1893 berichtte Joural de Bruges dat Henneman een certificaat verkregen had, van de stad Brugge, voor het ontwerp van een nieuwe, efficiëntere paardentram.

### 1900-1930
Hij vertrok in 1904 naar de Verenigde Staten waar hij onder meer portretten schilderde van een zakenman en aanwezig was op de Wereldtentoonstelling in St. Louis. Hij verbleef en werkte in de buurt van Fitchburg aan de Oostkust, waar hij onder meer aan de wieg stond van de Commonwealth Art Colony in Boothbay Harbour, samen met Asa R. Randall. Hij reisde zowat elk jaar tussen Brugge en de Verenigde Staten.
Na zijn huwelijk op 31 december 1917 met Mabel Dealing vestigde hij zich definitief in Bangor.
Henneman bouwde er een schilderscarrière uit als schilder van portretten, stadsgezichten, landschappen en stemmige havengezichten uit de buurt, zoals bijvoorbeeld Boothbay Harbor. Vanaf 1923 werkte hij met sneeuw of ijs - hij maakte sneeuwsculpturen van Amerikaanse presidenten, kunstenaars en andere beroemdheden en van dieren. Hij stelde deze tentoon in zijn tuin  wat hem de naam de "Snow Sculptor" opleverde.
Hij had er ook lesopdrachten aan de Bangor Society of Art en stelde onder meer tentoon in Bangor Public Library.
Hij nam deel aan diverse tentoonstellingen in binnen- en buitenland, onder meer in 1908 aan de tentoonstelling "Bruges. Ses Peintres" met het schilderij "Gentpoort. Winteravond". Hij gaf toen twee adressen op: Haverloostraat 8 in Assebroek en ook woonplaats Boston (zonder adres te specificeren).
Henneman was ook etser en beeldhouwer. Enkele van zijn schilderijen en een buste van vice-president Hannibal Hamlin bevinden zich in Bangor Public Library.

### Zijn dood
Op 23 mei 1930, een paar maanden na zijn meest succesvolle tentoonstelling, pleegde Henneman zelfmoord door ophanging. Hij had een achteruitgaand zicht en vond dat hij zijn kunst niet langer kon beoefenen. In lokale kranten werd gespeculeerd over de redenen van zijn dood. Op 24 mei meldde de krant The Berkshire Eagle "He had been in ill health for some weeks.".